# Трефилова, Светлана Рудольфовна
Светла́на Рудо́льфовна Трефи́лова (родилась 20 мая 1973 в Свердловске) — российская хоккеистка, мастер спорта международного класса.

## Биография
Воспитанница клуба по хоккею с мячом «Уралочка-Старт». Первый тренер — В.Егоров, дальше тренировалась у В.Долгушина и А.Анисимова. В составе сборной России с 1994 года, серебряный призёр чемпионата Европы 1996 года и бронзовый призёр чемпионата мира 2001 года. Участница Олимпийских игр 2002 и 2006 годов: на Играх в Турине забросила шайбу в матче против Швеции, который Россия проиграла 3:1, а также оформила дубль в матче против Италии, завершившемся победой 5:1. В настоящее время играет за любительский клуб «Град-1».